# 1308 Halleria
1308 Halleria este o planetă minoră (asteroid), cu un diametru de 46,951 km, din centura de asteroizi. A fost descoperită pe 12 martie 1931 la Observatorul Königstuhl de Karl Wilhelm Reinmuth și a fost numită după Albrecht von Haller. 
Obiectul prezintă o orbită caracterizată de o semiaxă mare de 2,9095403 UAi, o excentricitate de 0,0137, o înclinație de 5,572 ° în raport cu ecliptica.